# والتر بيكر (سياسي)
والتر بيكر هو محامي وسياسي كندي، ولد في 22 أغسطس 1930 في أوتاوا في كندا، وتوفي بنفس المكان في 13 نوفمبر 1983. حزبياً، نشط في الحزب الكندي التقدمي المحافظ. وقد انتخب عضو مجلس العموم الكندي.